# Усадьба Курисов
Дворец-Усадьба Курисов — бывшая усадьба дворян Курисов в селе Курисово Лиманского района Одесской области. Один из первых на Украине примеров архитектуры романтизма.
Основал поместье Иван Курис, бывший начальник канцелярии Суворова, а потом правителем по секретной части при главнокомандующем. За доблесть в войнах с турками ему были пожалованы земли по правую сторону реки Тилигул «в новоприобретенной от Порты Оттаманской области» (из «Открытого листа» от губернатора Екатеринослава В. В. Каховского). На полученных землях полковник Курис построил своё поместье. В честь первой православной церкви, поставленной на бывшей турецкой земле, Иван Курис назвал новое поместье Покровским.
До наших дней сохранились сложенный из местного камня-ракушечника дворец арабо-готической архитектуры (очевидно, вдохновлённой Воронцовским дворцом в Алупке), уцелевшие после вырубки румынскими оккупантами отдельные элементы английского парка, хозяйственный корпус и купольная Покровская церковь. Старейшая часть дворца (восточная) возведена в 1820-е годы. Западная часть достроена в 1891-92 гг. по проекту Н. К. Толвинского.
Авторы книги «Да будет правда» (Одесса, 2005), посвящённой истории усадьбы, пишут:

При Иване Онуфриевиче Курисе был выстроен лишь большой красивый по тем временам помещичий дом, с незначительной отделкой и портиком с колоннами. Всё остальное, что сегодня называют замком Курисов, вероятно, было сделано <…> при его внуке Иване Ираклиевиче.
После Октябрьской революции поместье Курисов подверглось разграблению, останки помещиков были выкинуты из семейного склепа в поле. В советское время усадьбу занимала сельскохозяйственная школа. Начало реставрации было запланировано на 1990 год, однако летней ночью разразилась гроза, в поместье ударила молния, и к утру оно выгорело дотла.

## Галерея

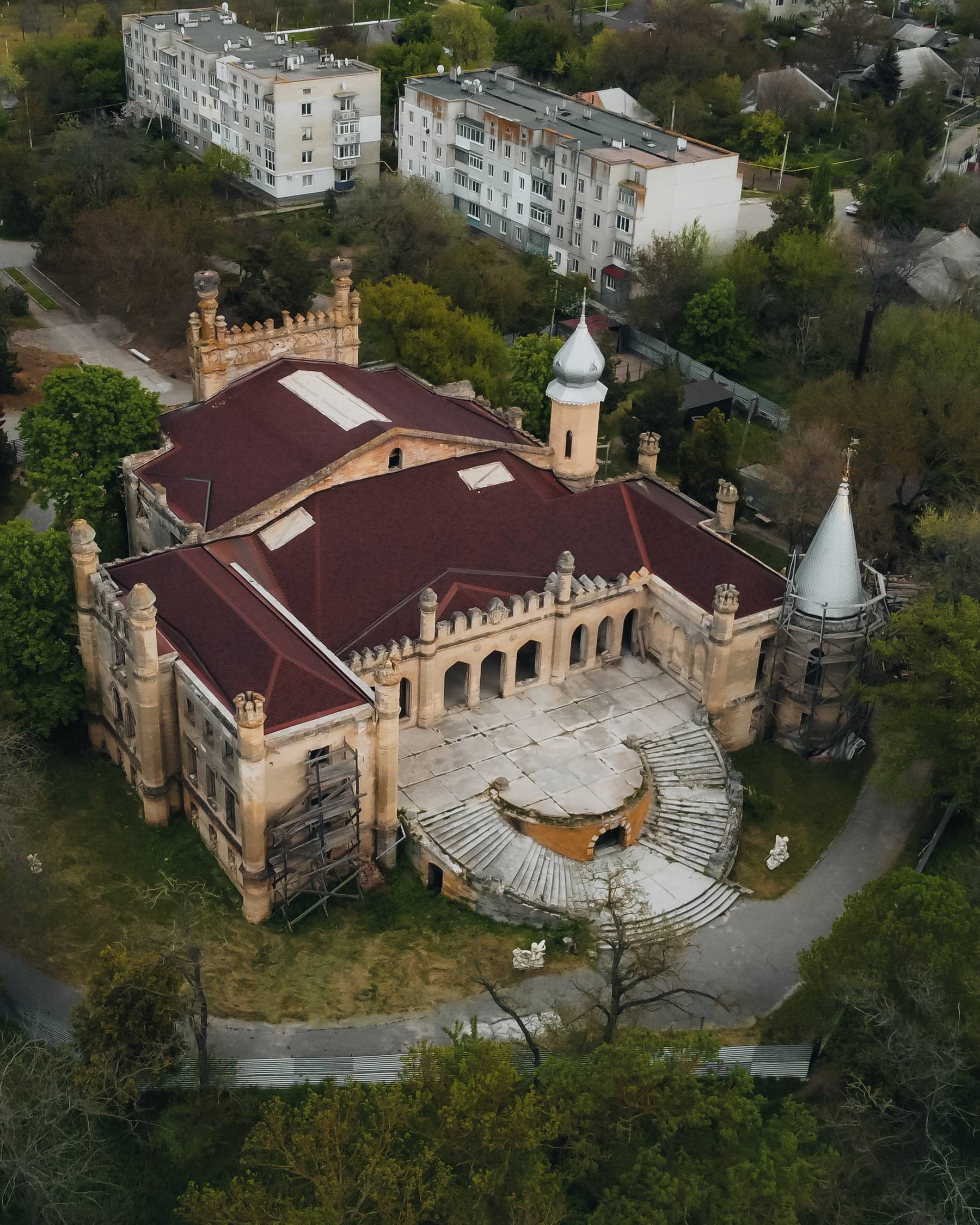
Вид с воздуха
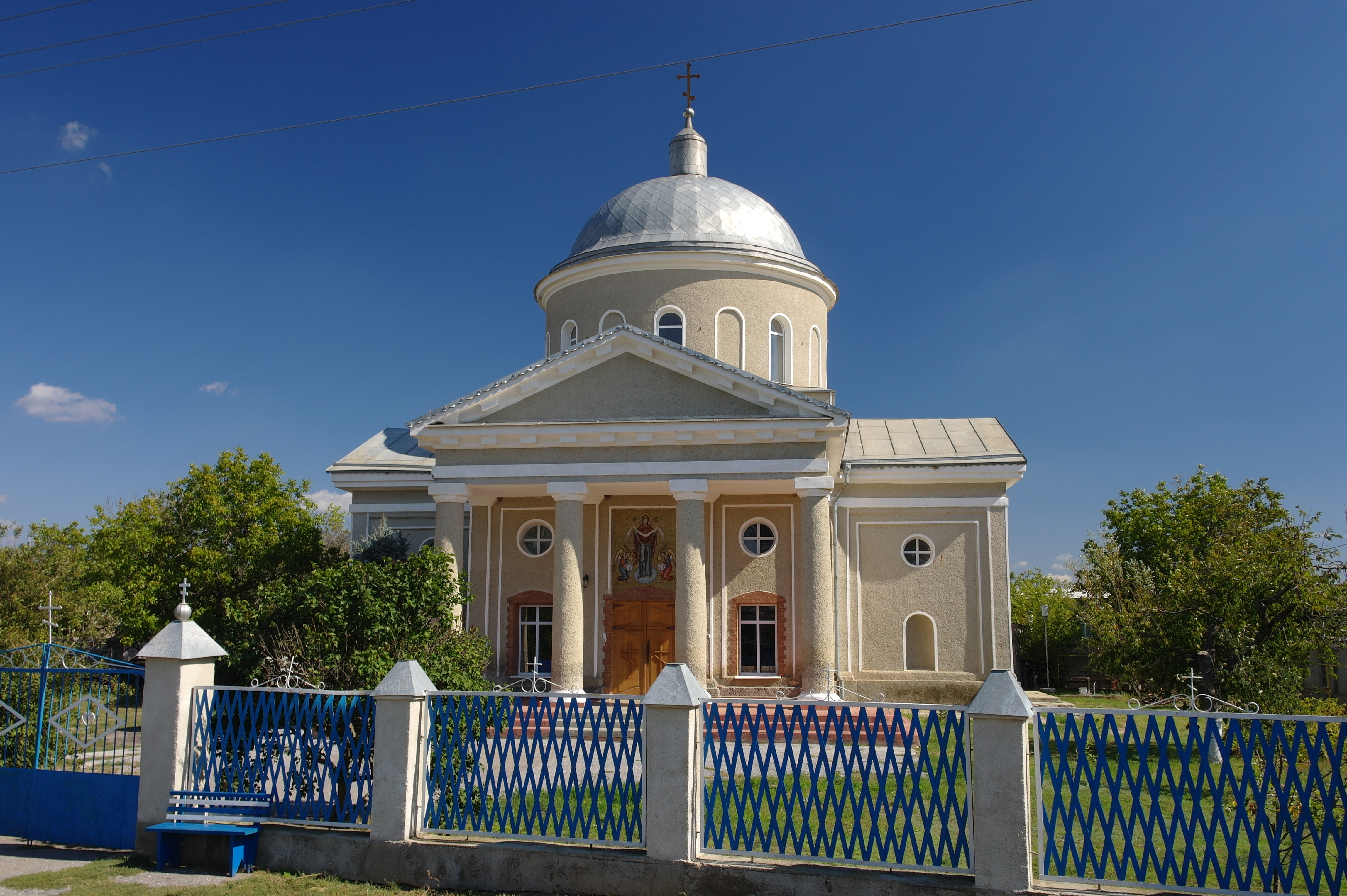
Церковь, давшая название усадьбе
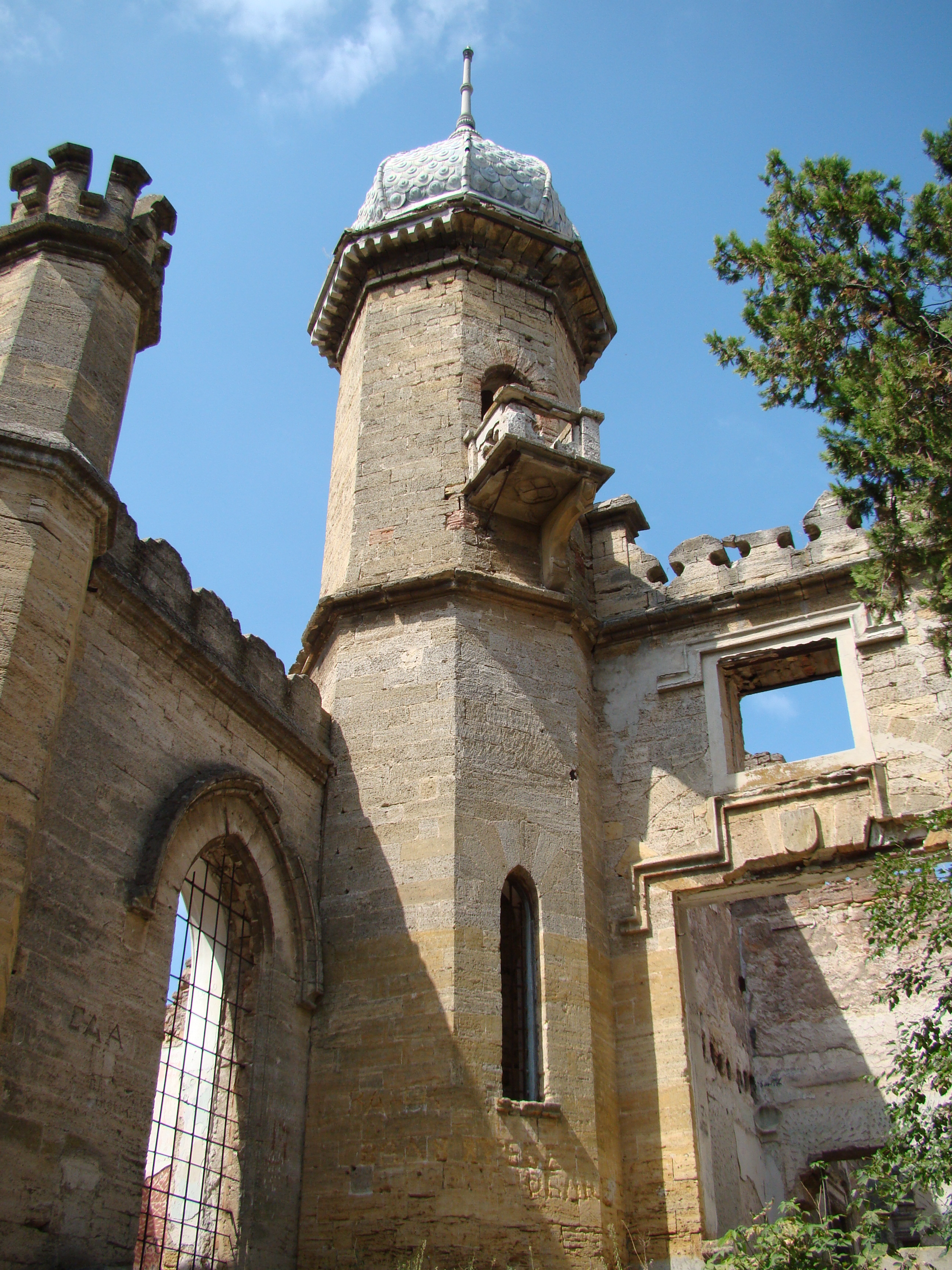
Башня минарет
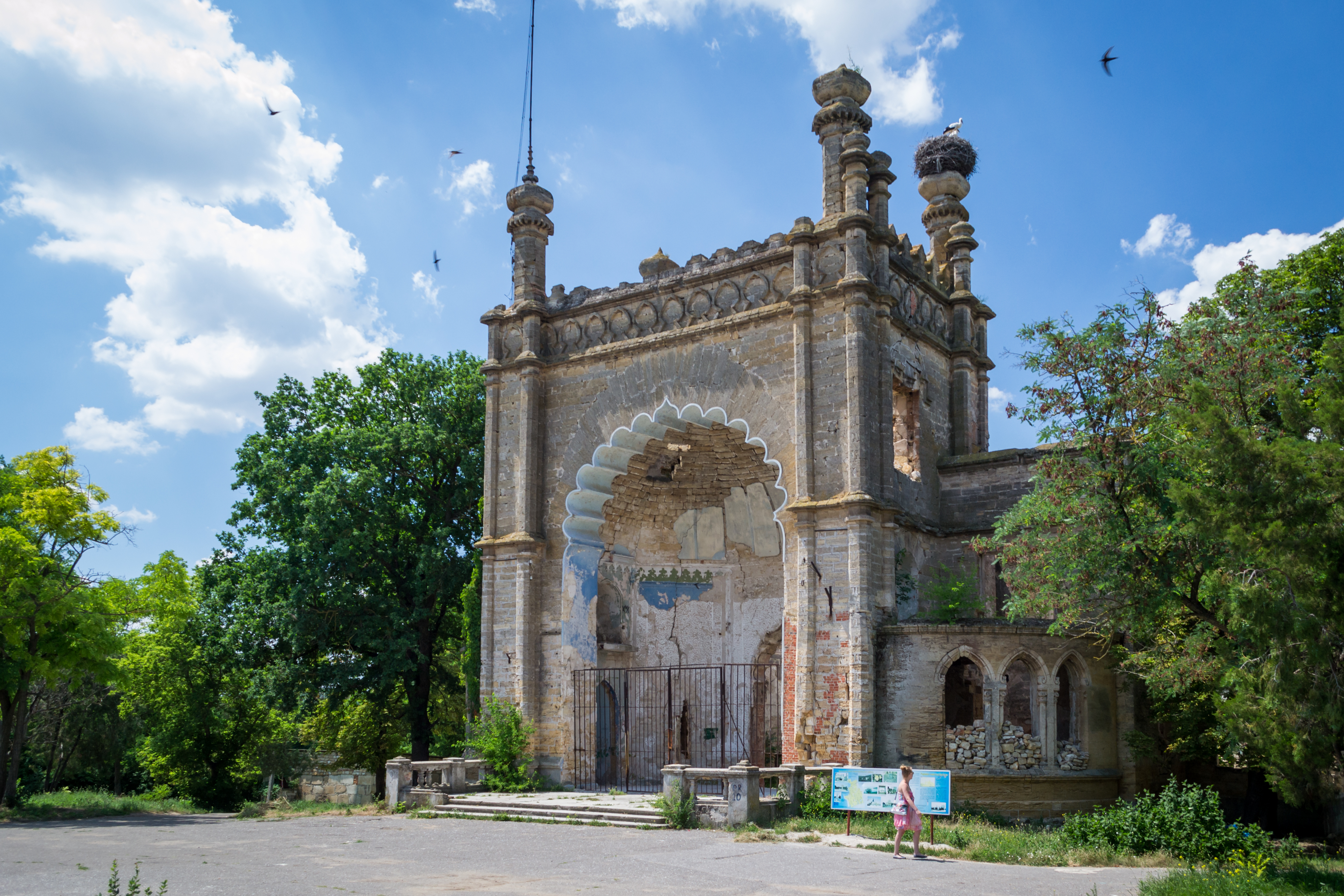
Восточный фасад
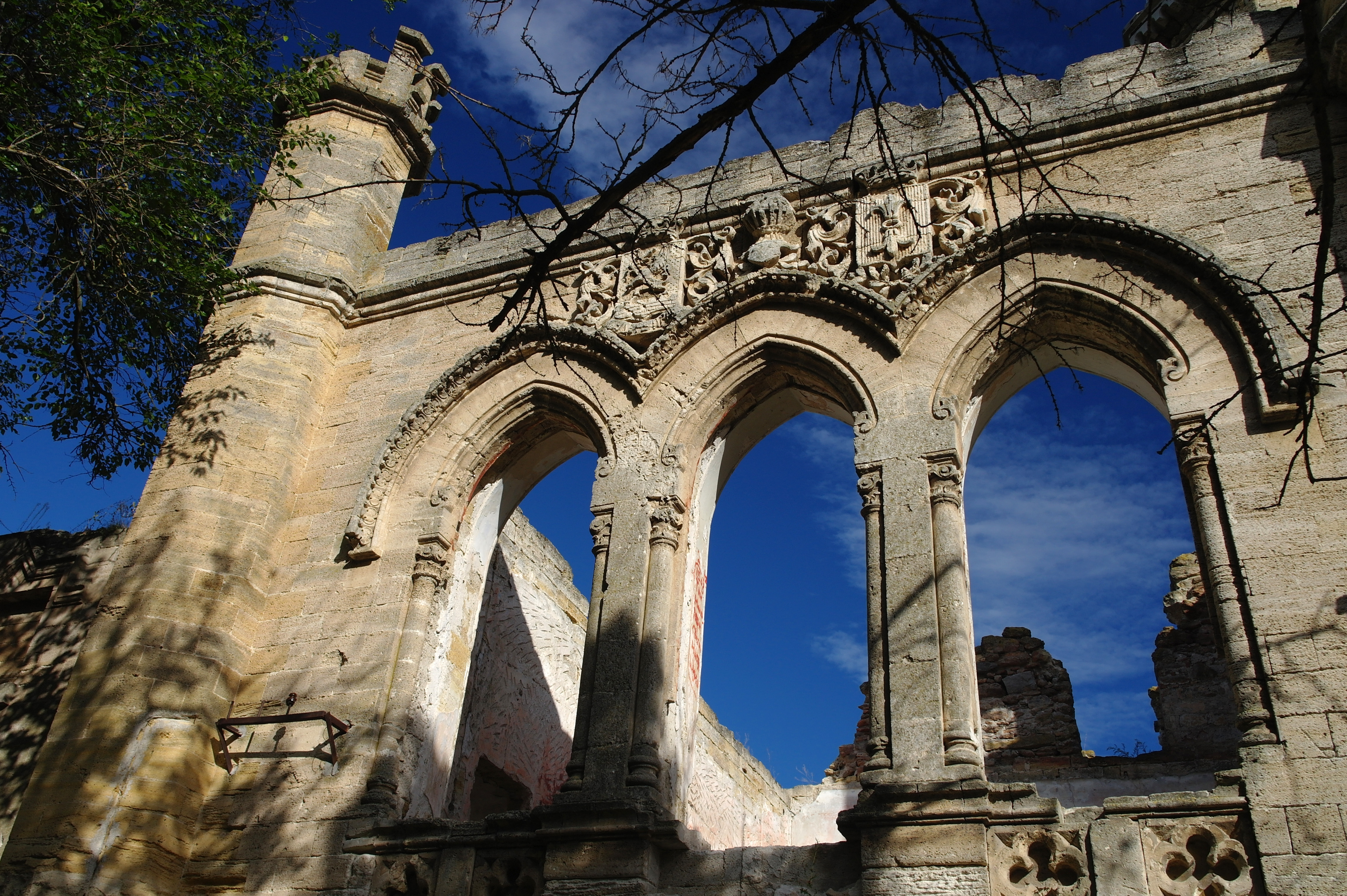
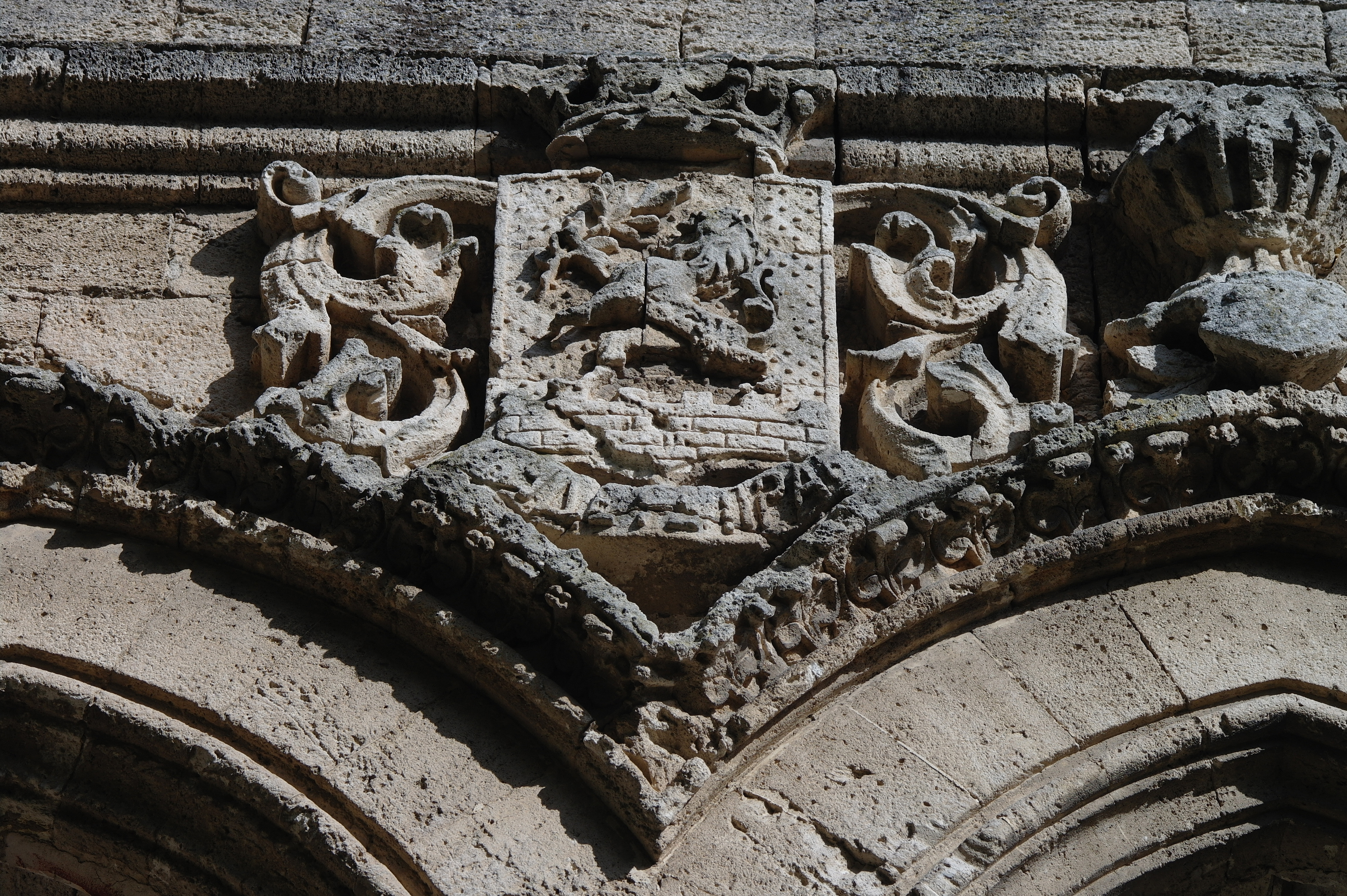
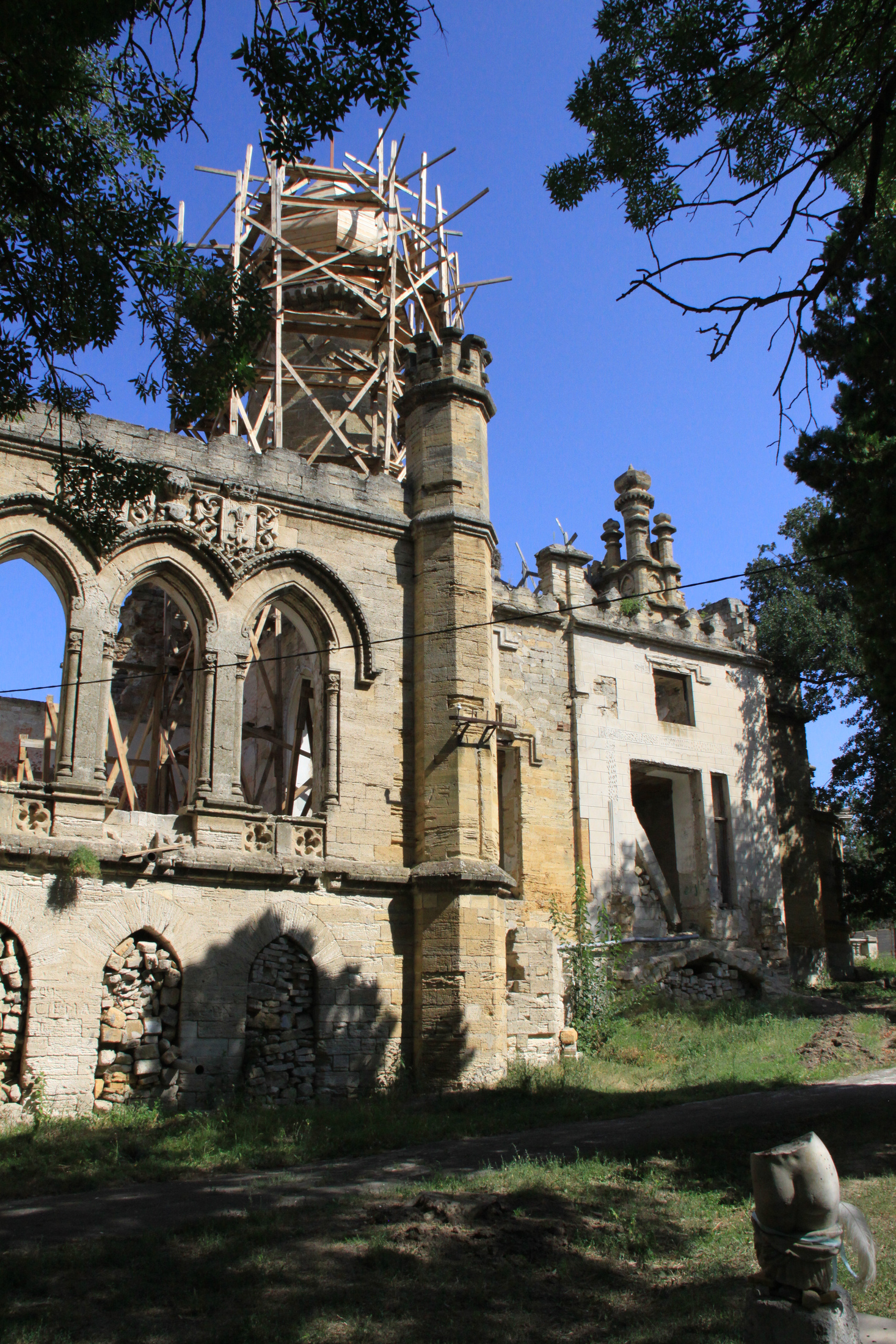
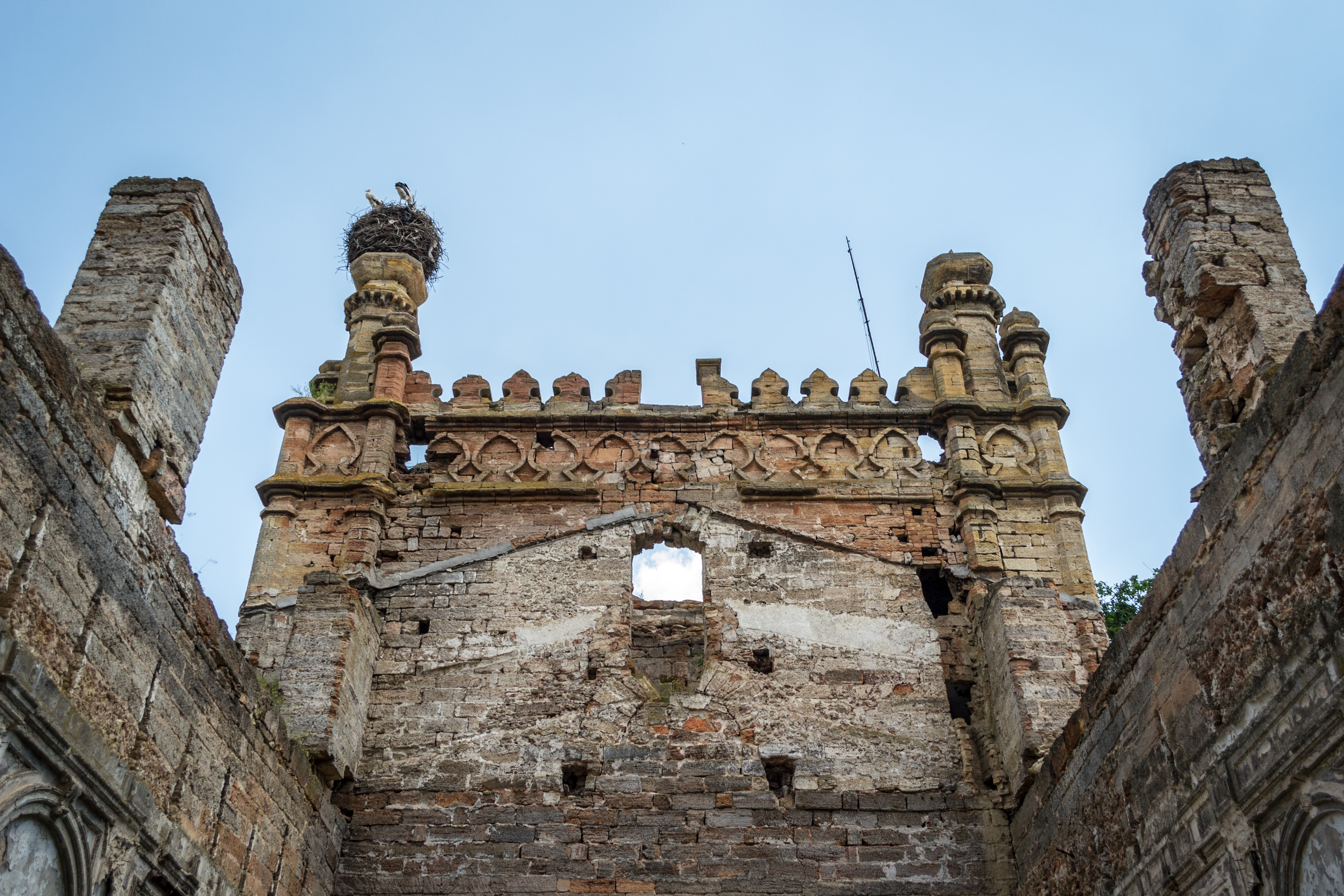
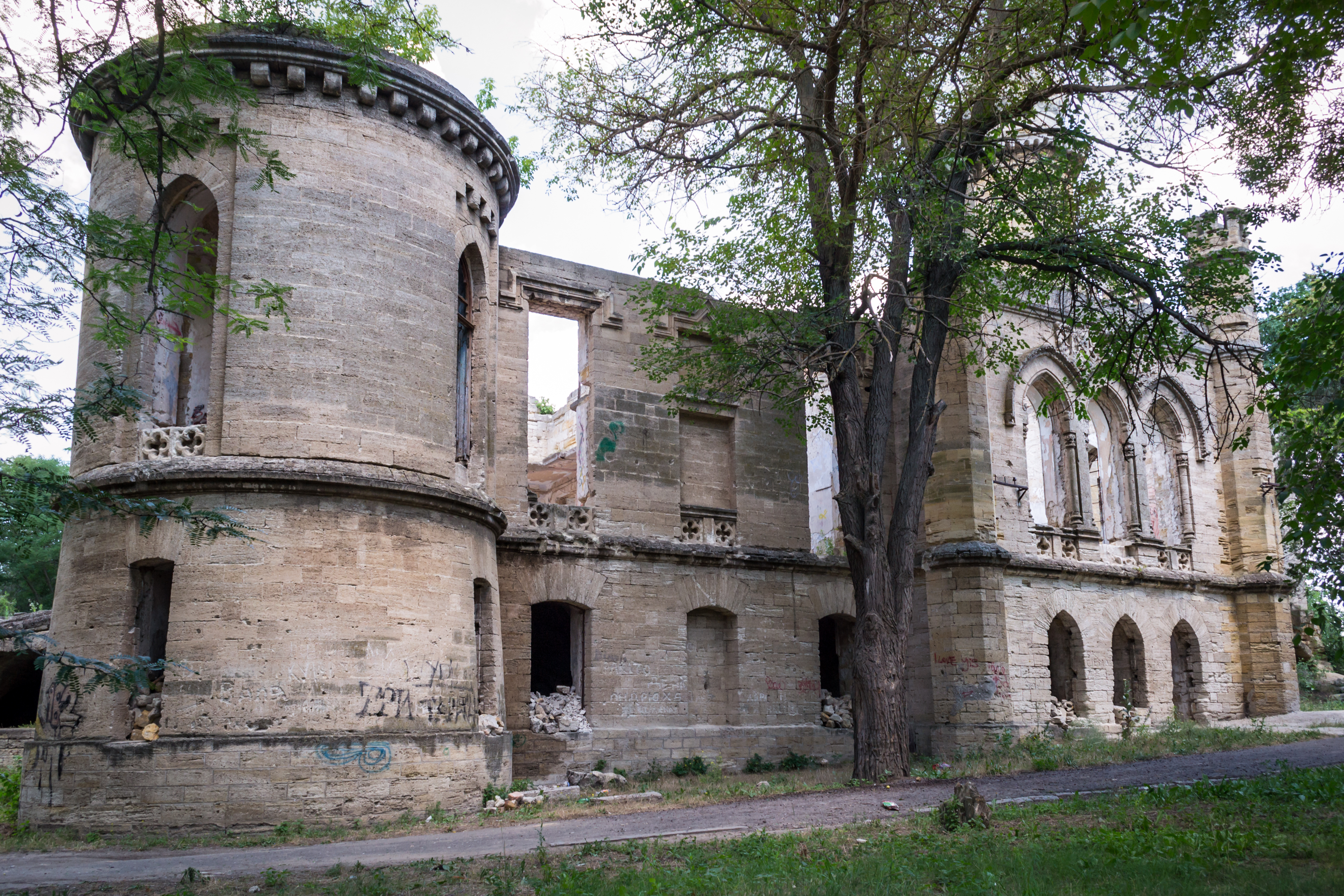
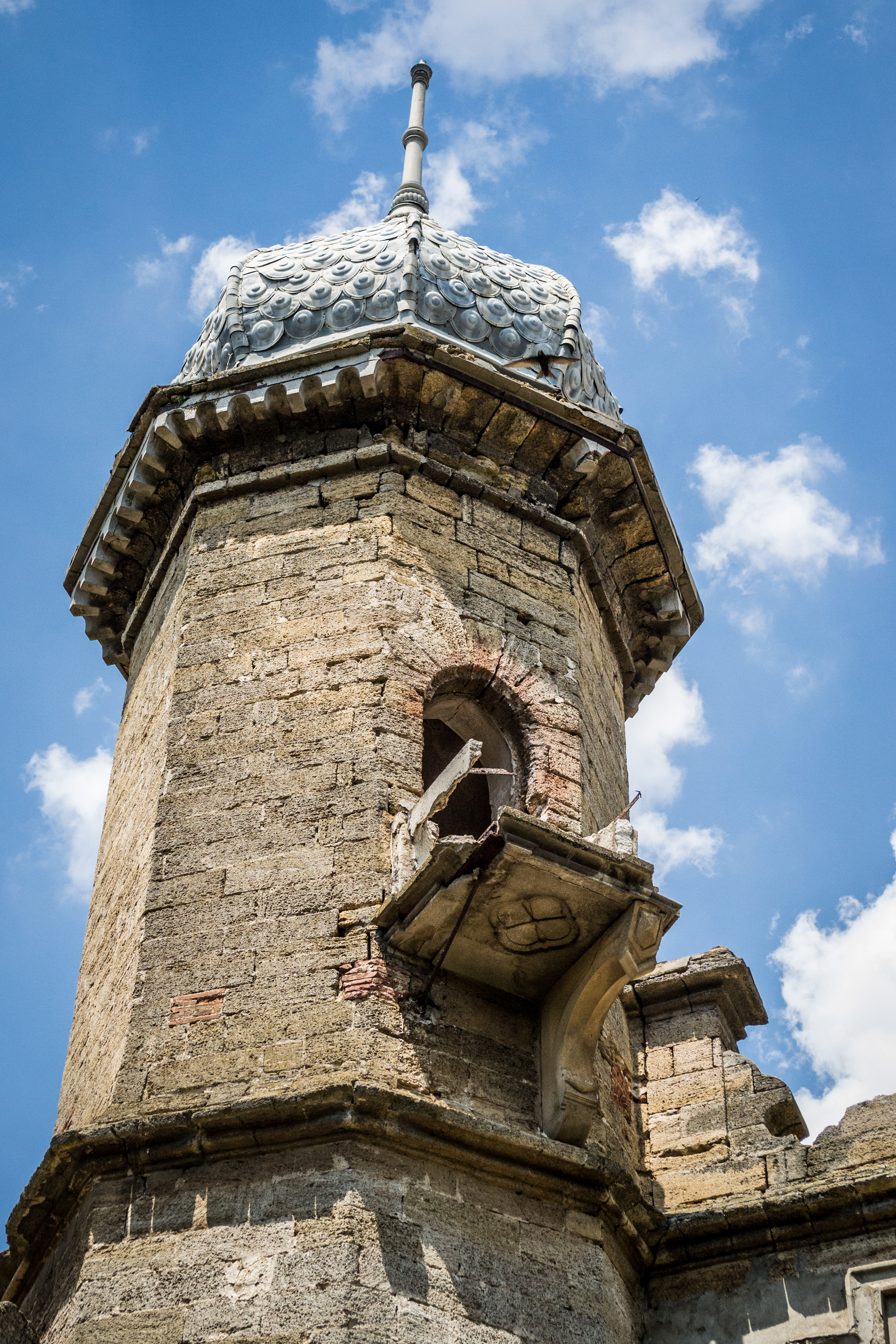